# Okręg wyborczy Swindon
Okręg wyborczy Swindon powstał w 1918 r. i wysyłał do brytyjskiej Izby Gmin jednego deputowanego. Okręg obejmował miasto Swindon w hrabstwie Wiltshire. Został zlikwidowany w 1997 r.

## Deputowani do brytyjskiej Izby Gmin z okręgu Swindon
- 1918–1922: Frederick Young, Partia Konserwatywna
- 1922–1929: Reginald Banks, Partia Konserwatywna
- 1929–1931: Christopher Addison, Partia Pracy
- 1931–1934: Reginald Banks, Partia Konserwatywna
- 1934–1935: Christopher Addison, Partia Pracy
- 1935–1945: Wavell Wakefield, Partia Konserwatywna
- 1945–1955: Thomas Reid, Partia Pracy
- 1955–1969: Francis Noel-Baker, Partia Pracy
- 1969–1970: Christopher Ward, Partia Konserwatywna
- 1970–1983: David Stoddart, Partia Pracy
- 1983–1997: Simon Coombs, Partia Konserwatywna